# ParkShuttle

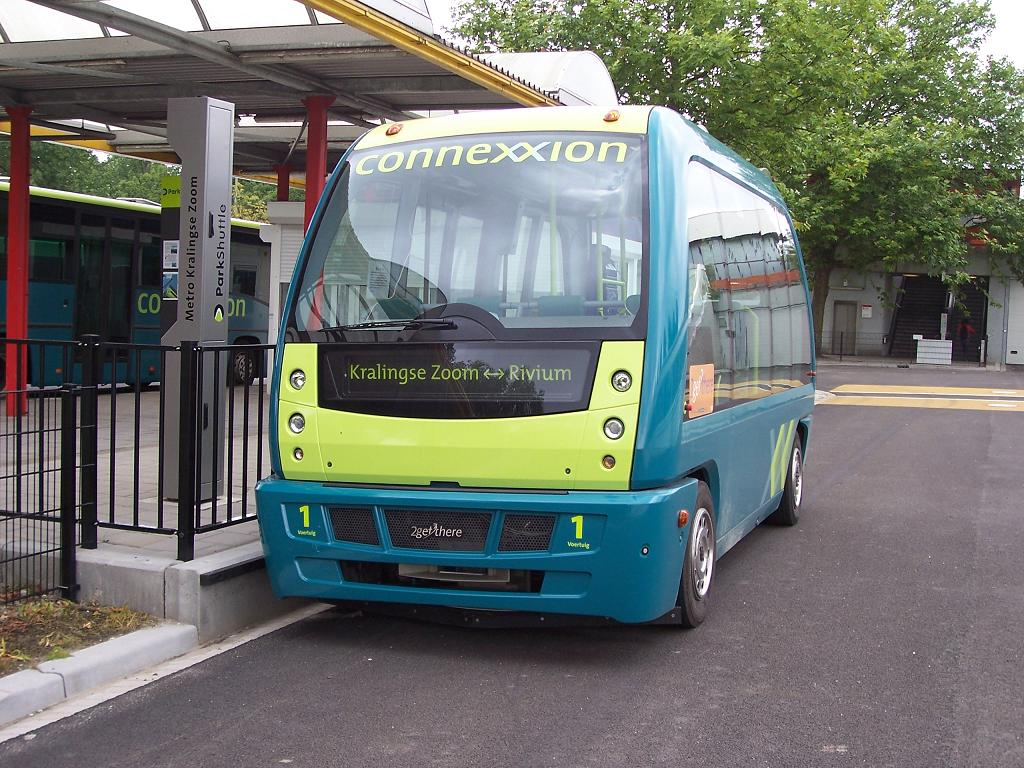
Een ParkShuttle II voertuig bij station Kralingse Zoom tijdens een proefrit in 2005

De ParkShuttle is een elektrisch aangedreven autonome shuttledienst, die tussen metrostation Kralingse Zoom in Rotterdam naar bedrijventerrein Rivium in Capelle aan den IJssel rijdt. Het systeem heeft 3 haltes in Rivium (Rivium 1e, 2e en 4e straat) en additioneel nog een halte die zowel de woonwijk Fascinatio (Capelle aan den IJssel) als bedrijvenpark Brainpark III (Rotterdam) bedient. Sinds eind 2006 is de ParkShuttle iedere werkdag operationeel tussen 06:00 en 21:00 uur - in de spits met een frequentie van eens per 2,5 minuten, daarbuiten minimaal eens per 6 minuten.
Het traject is gesloten voor overig verkeer, maar kent wel gelijkvloerse kruisingen met auto's, fietsers en voetgangers, waarvan er twee beveiligd zijn met een AHOB, compleet met waarschuwingsborden J10 (overweg met slagbomen)(maar het ziet er niet uit als een treinoverweg), terwijl bij andere oversteken slagbomen de gehele doorgang afsluiten. Het traject is dubbelbaans, behalve onder het viaduct in de A16 en op de tuibrug over de N210 met een afzonderlijk fiets- en voetpad, waar een wagentje zo nodig wacht tot een tegenligger voorbij is.

## Kenmerken
Het systeem werkt als een horizontale lift. Net als bij een lift kan bij de halte een shuttle worden opgeroepen en is er in de shuttle een knop voor elke halte om aan te geven dat men daar wil uitstappen (gemakkelijker dus dan in een gewone bus waar men moet opletten wanneer men op de knop moet drukken).
Anno 2022 is het traject 1800 meter lang. Er zijn zes shuttles met de nummers 1-6 (administratief 7111-7116 genummerd). Elke shuttle heeft 12 zitplaatsen en 10 staanplaatsen.
Het voertuig is volautomatisch en volgt een route waarbij de positie wordt gecontroleerd op basis van referentiepunten in de omgeving (kleine magneten in het wegdek). De shuttles stoppen op een vaste plaats bij de haltes. De meeste haltes zijn geschikt voor twee shuttles achter elkaar. Het waren tot 2019 eenrichtingvoertuigen die op eindpunten keerden met een eindpuntlus. Sinds 2022 worden tweerichtingvoertuigen met een identieke voor- en achterkant ingezet. Bij metrostation Kralingse Zoom bevindt zich een automatisch laadstation. Hier worden de accu's van de shuttles iedere dag buiten de spitsuren opgeladen.
De shuttles vormen volgens de dienstregeling lijn 500, wat echter niet op de shuttles staat aangegeven. In de praktijk was de shuttle tot eind 2011 gratis door het ontbreken van kaartverkoop en een stempelautomaat, later OV-chipkaartlezer, en het ontbreken van toezichthoudend personeel. Sinds eind 2011 zijn er OV-chipkaartlezers geplaatst op de haltes. Er worden geen papieren kaartjes verkocht en OV-chipkaarten alleen op metrostation Kralingse Zoom (in het metrostation zelf, niet bij de halte) zodat instappers op de andere haltes al een OV-chipkaart moeten hebben.
Opdrachtgever is de Metropoolregio Rotterdam Den Haag (MRDH) en de exploitant van de ParkShuttle is Transdev. De voertuigen zijn voorzien van de wit/rode Transdevkleur, evenals het meubilair.

## Generatie II
De eerste versie van de ParkShuttle reed van februari 1999 tot 1 januari 2002 tussen Rotterdam en Capelle aan den IJssel. Voor ParkShuttle II werd de baan verlengd, werd het traject tweestrooks gemaakt en werden er nieuwe voertuigen geïntroduceerd met een grotere vervoercapaciteit: de ParkShuttle II kan maximaal 22 personen vervoeren. Het systeem en de voertuigen zijn geleverd door 2getthere, waarbij Spijkstaal het chassis heeft geleverd en het ontwerp is gemaakt door Duvedec.
Op 1 december 2006 kon ParkShuttle II officieel in gebruik worden genomen door premier Balkenende. Een dag later was de ParkShuttle in dienst voor het publiek. Daarvoor was aan vervoerder Connexxion een concessie verleend voor de periode 2006 - 2011. In 2011 is na een aanbesteding de concessie voor een volgende periode van vijf jaar toegekend aan Connexxion. Deze concessie is in 2016 met twee jaar verlengd tot december 2018, en vervolgens tot 2033.
Kort na ingebruikname van het systeem trad tijdens het opstarten een botsing tussen twee voertuigen (zonder chauffeur) op. Uit de analyse van het voorval bleek, dat na verlies van de communicatie bij het opstarten van het systeem en na verwijderen van het voertuig, een fout werd gemaakt door de beheerder, waardoor twee andere voertuigen beide toestemming kregen het enkelbaans baanvak van verschillende kanten te betreden. Het obstakeldetectiesysteem trad in werking, maar kon de aanrijding niet voorkomen. Daarnaast werd door een brand in de stalling van de voertuigen, een voertuig beschadigd.
Na herstel van de voertuigen reed de ParkShuttle zonder noemenswaardige problemen.
In de periode april 2011 t/m december 2011 was het systeem buiten dienst vanwege de bouw van een parkeergarage bij het station Kralingse Zoom. In die periode kon de Parkshuttle niet worden ingezet, omdat de baan versperd was door de bouw. In die periode reed een vervangende busdienst. Deze busdienst rijdt ook bij calamiteiten en naast de baan is ook een gewone busbaan aanwezig met calamiteitenhaltes.
De Metropoolregio Rotterdam Den Haag en de gemeente Capelle hebben begin 2017 groot onderhoud gepleegd aan de bestaande baan van de ParkShuttle.

## Generatie III
Op 7 maart 2018 heeft de MRDH aan Connexxion een nieuwe concessie verleend voor 15 jaar, voor de periode december 2018 - december 2033. In deze concessie is opgenomen een uitbreiding van het traject, vernieuwing van de vloot van shuttles en op delen van het nieuwe traject rijden in gemengd verkeer. De leverancier van het systeem is wederom 2getthere, die hiervoor heeft samengewerkt met de gemeente Capelle aan den IJssel. Gezamenlijk hebben zij een voorstel voor de vervanging en verlenging ingediend voor de 'Marktplaats voor Infrastructuur' van 'De Verkeersonderneming', welke begin 2017 is toegekend. De Verkeersonderneming neemt 50% van de kosten van de realisatie voor haar rekening.
Op 3 juni 2019 werd de ParkShuttle voor vijf maanden buiten gebruik gesteld in verband met vernieuwing en uitbreiding van baan en materieel. Tijdelijk werd een vervangende buslijn 91 geëxploiteerd. Deze vertrok van metrostation Capelsebrug en maakte gebruik van de gewone rijweg. Door langdurige vertraging vond de herindienststelling van de ParkShuttle echter pas per 5 december 2022 plaats. Lijn 91 werd uitgevoerd met reguliere bussen van Connexxion van de nabijgelegen concessie Hoeksche Waard en Goeree-Overflakkee (Concessie HWGO).
De in 2022 in gebruik genomen voertuigen zijn lichter, hebben airconditioning en kunnen twee kanten op rijden, zodat geen keerlussen meer nodig zijn.
In de toekomst wordt de route verlengd tot aan de Nieuwe Maas. Daar kunnen reizigers bij de halte Van Brienenoordbrug overstappen op de Waterbus. Hiermee zal een verbindingsmogelijkheid ontstaan tussen de Waterbus en het metronetwerk van Rotterdam. Het is de bedoeling dat de ParkShuttle op het nieuwe traject autonoom over de openbare weg rijdt, tussen het overig verkeer.